# Borgstorf

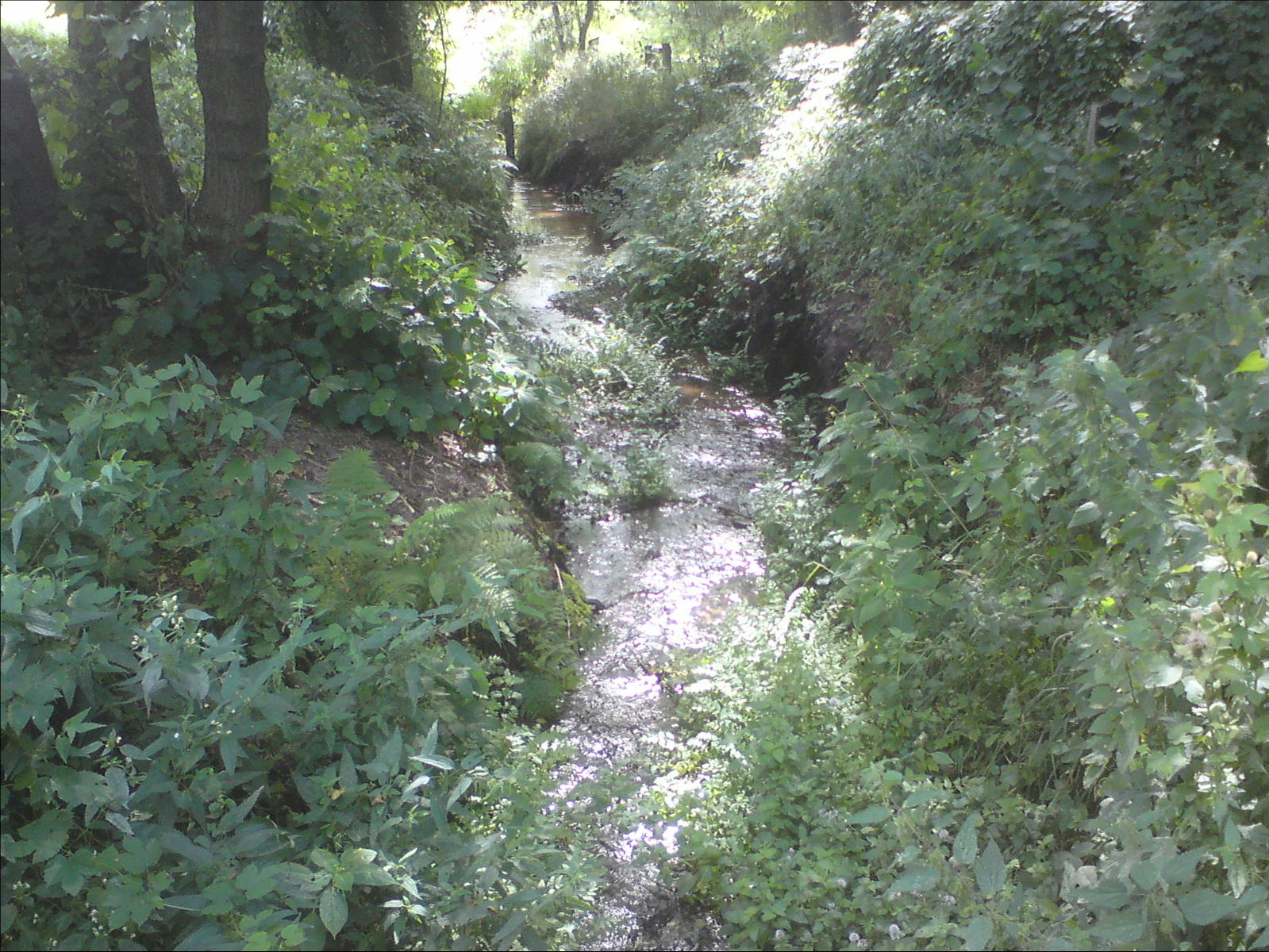
Die ehemals Borgstorfer Bach geheißene Riedebeck an der Brücke des Bösdörper Weges von Zweedorf nach Büchen

Borgstorf (nieddt. Bösdorp) ist der Name eines im Hochmittelalter eingegangenen Dorfes in der Gemeinde Schwanheide. Die Dorfstelle lag auf einer in die Delvenauniederung vorgeschobenen Landzunge des Büchener Sanders, ungefähr 2 km nördlich von Zweedorf am Weg nach Büchen-Dorf. Die Feldmark grenzte im Norden an Bröthen, im Osten an die Schwanenheide, im Süden an Zweedorf und im Westen an die Delvenauniederung. Der deutsche Name des Dorfes und die Lage zwischen Zweedorf und Büchen-Dorf deuten auf eine planmäßige Anlage im Rahmen des mittelalterlichen Landesausbaus zwischen 1158 und 1230. Das Dorf ist jedoch bereits vor 1335 wieder untergegangen, denn als Eckart Marsow und seine Brüder in einer Urkunde aus dem gleichen Jahr auf ihre Besitzungen in Borgstorf verzichteten, sprachen sie schon nicht mehr von einem Dorf, sondern nur noch von deme ghude tu Borghestorpe, also von der Feldmark. Diese Feldmark geht im Jahre 1459 in landesherrlichen Besitz über, als Otto von Schack seine Ländereien an deme Ghude to Borchstorpe für 180 Mark an Herzog Heinrich IV. von Mecklenburg verkauft. Dieser verpfändete die Ländereien nur 5 Jahre später an das Kloster Zarrentin, dem schon das Dorf Zweedorf gehörte. Bewirtschaftet wurden die Borgstorfer Flächen von den Zweedorfer Bauern, die hierfür 1460 eine jährliche Pacht von 14 Mark entrichteten.
Einzelne Höfe des im Rahmen der Separation um 1850 am Weg nach Büchen-Dorf neu angesiedelte Zweedorfer Ortsteil Neu-Zweedorf lagen auf der Dorfstelle des ehemaligen Borgstorf. 
Bis in die 1960er Jahre trug die heutige Riedebeck, ein östlicher Zufluss der Delvenau, den bereits 1586 in den Landesgrenzakten erwähnten Namen Borgstorfer Bach. Die Flurkarte verzeichnete an der alten Dorfstelle noch 1979 den Flurnamen Bösdorp. Mit der Neuvergabe der Straßennamen in der Gemeinde Schwanheide zum 1. Januar 2011 wurde der Name Bösdörper Weg für die alte Verbindungsstraße von Zweedorf nach Büchen-Dorf aufgehoben und damit das letzte verbliebene Zeugnis von dem untergegangenen Dorf gelöscht.